# Fany
Fany je český film z roku 1995, natočený podle scénáře Jiřího Hubače. Příběh vypráví o slabomyslné Fany (Jiřina Bohdalová), která se po letech strávených v bezpečí u tetičky (Antonie Hegerlíková) dostává do péče své sestry, energické a nepřístupné primářky (Jiřina Jirásková); Fany žije ve vlastním světě, v němž jí ke spokojenosti stačí televizní reklamy, práce v domácnosti i blízkém kostele a hlavně láska k zatoulaným pejskům. Má nejlepší vůli vycházet se svou sestrou v dobrém, ale jejich životní styl a žebříček hodnot jsou natolik odlišné, že přinášejí v jejich soužití celou řadu problémů.
Celému snímku dominuje herecký výkon Jiřiny Bohdalové v úloze Fany, za niž obdržela ocenění Český lev 1995 za nejlepší ženský herecký výkon.